# Michael Flitner
Michael Flitner (* 1960 in Tübingen) ist Professor für Geographie an der Universität Bremen. Er ist Sprecher des artec-Forschungszentrums Nachhaltigkeit und Vorsitzender der Geographischen Gesellschaft Bremen.

## Biografie
Michael Flitner wurde 1960 in Tübingen geboren als Sohn des Pädagogen Andreas Flitner und dessen Frau Sonja geb. Christ.

### Ausbildung und Beruf
Flitner studierte Geographie, Biologie und Erziehungswissenschaften an der Universität Hamburg und schloss 1987 mit dem Staatsexamen ab. Er absolvierte eine Zusatzausbildung in Entwicklungsforschung am Centre International pour la Recherche Agricole orientée vers le développement (ICRA) in Montpellier (Diplom, 1993). Es folgte 1994 die Promotion zum Dr. rer. nat. an der Universität Hamburg. Von 1995 bis 2006 arbeitete er mit einem Post-Doc-Stipendium der DFG, als Assistent am Institut für Forstökonomie bei Gerhard Oesten sowie als wissenschaftlicher Mitarbeiter an der Albert-Ludwigs-Universität Freiburg.
Flitner habilitierte in Freiburg 2004 in Geographie im Bereich Umweltgerechtigkeit zum Thema Lärm an der Grenze. Fluglärm und Umweltgerechtigkeit am Beispiel des multinationalen Flughafens Basel-Mulhouse und erhielt dafür den Kapp-Forschungspreis für Ökologische Ökonomie.
Er war zu Gastaufenthalten u. a. in Berlin am Max-Planck-Institut für Wissenschaftsgeschichte und an der UC Berkeley im Bereich Environmental Science Policy and Management sowie am Environmental Research Institute der University of Waikato (Tauranga, Neuseeland). Er arbeitete als Gutachter für die International Foundation for Science, das Forschungsrahmenprogramm der EU, WWF,  die FAO und das United Nations Environment Programme (UNEP).

### Forschung
Flitner beschäftigt sich mit Fragen der sozialwissenschaftlichen Umweltforschung, Umweltpolitik, Naturschutzpolitik in verschiedenen internationalen und regionalen Zusammenhängen, u. a. in Kooperation mit dem Leibniz-Zentrum für Marine Tropenforschung (ZMT Bremen) und dem Bremen NatureCultures Lab. Er forscht zu Konfliktlinien zwischen Umwelt- und Naturschutz und gesellschaftlichen Mehrheitsmeinungen, zu Umweltgerechtigkeit und zivilgesellschaftlichem Engagement, zu Fragen des Klimawandels sowie zu historischen und kulturwissenschaftlichen Perspektiven der politischen Ökologie.

### Lehre
Flitner hat eine Professur mit der Denomination Nachhaltige Regionalentwicklung in der Globalisierung. Er lehrt in den Studiengängen B.A. Geographie, M.A. Stadt- und Regionalentwicklung sowie M.Sc. Environmental History des geographischen Instituts der Universität Bremen. Er ist zudem an den  Graduiertenprogrammen GLOMAR und Intercoast beteiligt.

## Buchveröffentlichungen
- Sammler, Räuber und Gelehrte: Die politischen Interessen an pflanzengenetischen Ressourcen, 1895–1995. Campus Frankfurt/New York 1995, (zugl. Diss. Univ. Hamburg). ISBN 3-593-35416-0
- mit D. Leskien: Intellectual property rights and plant genetic resources: options for a sui generis system. (= Issues in Genetic Resources No. 6). Bioversity, Rome. ISBN 92-9043-329-9
- Hg., mit Chr. Görg, V. Heins: Konfliktfeld Natur: Biologische Ressourcen und globale Politik. Leske & Budrich, Opladen 1998. ISBN 978-3-8100-2035-2
- Hg., Der deutsche Tropenwald. Bilder, Mythen, Politik. Campus, Frankfurt, New York 2000. ISBN 978-3-593-36622-7
- Hg., mit J. Lossau: Themenorte (=Geographie Bd. 17). Lit Verlag, Münster 2005 (2. Auflage, Berlin 2006). ISBN 3-8258-7466-4
- Lärm an der Grenze. Fluglärm und Umweltgerechtigkeit am Beispiel des internationalen Flughafens Basel-Mulhouse. Franz Steiner Verlag, Stuttgart 2007. ISBN 978-3-515-08485-7
- Hg., mit J. Lossau, A.-L. Müller: Infrastrukturen der Stadt. Springer VS. Wiesbaden, 2017. ISBN 978-3-658-10424-5
- Hg., mit F. Gesing, M. Knecht, K. Amelang: NaturenKulturen. Denkräume und Werkzeuge für neue politische Ökologien. transcript, Bielefeld 2019. ISBN 978-3-8376-4007-6